# Губонін Петро Йонович
Губо́нін Петро́ Йо́нович (рос. Пётр Ионович Губонин нар.1825, село Борисово, Федосьїнська волость, Коломенський повіт, Московська губернія, Російська імперія — пом. 30 вересня 1894, Москва, Російська імперія) — російський підприємець, будівельник, купець і благодійник

## Біографія
Петро Губонін народився в сім'ї кріпаків, що належали поміщикові Дмитрові Бібикову й мали дві каменоломні. Був здібний, вже змалку навчився виготовляти жорна.

### Ділова діяльність
1832 року Губонін переїхав до Москви й влаштувався прикажчиком у свого родича — будівничого Яковлева. Невдовзі став брати підряди на будівельні роботи. Почалося це на спорудженні Ісаакієвського собору в Петербурзі, на яке він достачав робочу силу та будівельні матеріали. Згодом (1866) разом з інженером Садовським він отримав підряд на будівництво мурованих мостів на Московсько-Курській залізниці. Потім брав участь у будівництві Орловсько-Вітебської (закінчена 1868), Грязе-Царицинської (1871), Лозово-Севастопольської (1875), Уральської гірничозаводської (1878, Балтійської (1872) та інших залізниць.
Діловій діяльності Губоніна властива диверсикованість. У транспортній галузі він також споруджував у Петербурзі (1874) та Москві (1884) кінні залізниці, тобто кінно-трамвайні мережі.
Він мав соляний рудник у Бахмуті та підприємства, які варили й мололи сіль у Царицині та інших містах. Заснував Пермське товариство торгівлі сіллю (1873).
Губонін брав участь також і у видобуванні нафти та вугілля. Був засновник Бакинського нафтового товариства (1873) і спілки «Нефть». Мав вугільні копальні в Донбасі.
У галузі машинобудування відзначився як співзасновник Російського товариства механічних і гірничих заводів, що розпоряджалося Невським суднобудівним і механічним заводом у Петербурзі. Володів акціями Брянського машинобудівного та Кулебацького металургійного заводів.
Брав участь у створенні Волзько-Камського банку (1870), Північного страхового товариства (1872) та інших.
Губонін володів лісопильними заводами в Орловській і Смоленській губерніях. У Криму він
купив маєток у Гурзуфі, розвинув велике виноробство і влаштував там європейський курорт.
1858 року Губонін звільнився з кріпацтва, вже будучи багатієм. Дворянство йому дали 1872 року за «пожертвування у 1870—1872 роках на спорядження і забезпечення в Москві Політехнічної виставки, що була цього року, й з огляду на його прагнення своїм трудом і статками сприяти громадській користі». У 1876 році дворянами стали два сини Губоніна — Сергій та Микола. У 1878 Губоніни дістали дворянський герб з девізом «Не собі, а Батьківщині». Герб роду Губоніних внесено до Частини 12 Загального гербовника дворянських родів Всеросійської імперії, стор 143.
Губонін став першим почесним громадянином Царицина. З 1875 року — дійсний статський радник, з 1885 — таємний радник. Мав чимало орденів і відзнак.
За характеристикою, яку надав міністр фінансів Росії Сергій Вітте, Петро Губонін «був із себе товстопузий, простий російський мужик з великим здоровим глуздом, але майже без ніякої освіти»

### Громадська діяльність
Петро Губонін виконував такі громадські обов'язки:
- гласний Московської міської думи
- присяжний попечитель Московського комерційного суду
- скарбник 1-го Арбатського відділення Піклування про бідних в Москві, почесний член ради цієї організації
- виборний від Московського купецького товариства
- член і жертводавець Товариства піклування про поранених і хворих воїнів

### Благодійність
Губонін відзначився своєю добродійністю, зокрема тим, що, будучи засновником і співвласником Брянського машинобудівного заводу, облаштував при ньому лікарню на 75 ліжок з аптекою і амбулаторією, чоловічу школу на 400 учнів, жіночу на 170 учениць, церковно-приходську на 125 учнів, ремісниче училище на 100 осіб, два парки, ставок, птахоферму, народну їдальню на 500 осіб, дитячий садок на 60 дітей. Коли двох безплатних шкіл стало замало, відкрито третю — платну, для дітей заможних працівників заводу. Були на території підприємства і дві церкви, які вміщали 4000 осіб.
Губонін був одним із організаторів Політехнічної виставки 1872 року в Москві, а також Всеросійської художньої промислової виставки 1882 в Москві, пожертвував на них гроші, фінансував будову Політехнічного музею в Москві.
На кошти Губоніна засновано й споруджено Комісарівське технічне училище в Москві, яке тривалий час готувало фахівців, що цінувались у московській промисловості.
Брав участь у будівництві Херсонеського храму поблизу Севастополя, храму Христа Спасителя в Москві, в реконструкції Петропавлівського собору в Петербурзі, жертвував на ці храми.
На свої кошти побудував церкву Параскеви П'ятниці в Москві, церкву Олександра Невського при
Коміссаровському училищі, Спасо-Преображенську церкву в рідному селі Борисово, церкву Успіння Богородиці в Гурзуфі. Там же, в Гурзуфі, збудував мечеть (зруйнована у 1934 році).

### Смерть
Наприкінці життя Губоніна його статки оцінено приблизно на 20 мільйонів рублів. У його власності перебувало 36 000 десятин землі.
Петро Губонін помер 30 вересня 1894 року в Москві, похований, згідно з його заповітом, у Гурзуфі, під вівтарем церкви Успіння Богородиці. 1932 року церкву зруйновано, а останки Губоніна та його дружини було викинуті. Досі немає достовірних даних про місце їх перебування.